# Eisberg

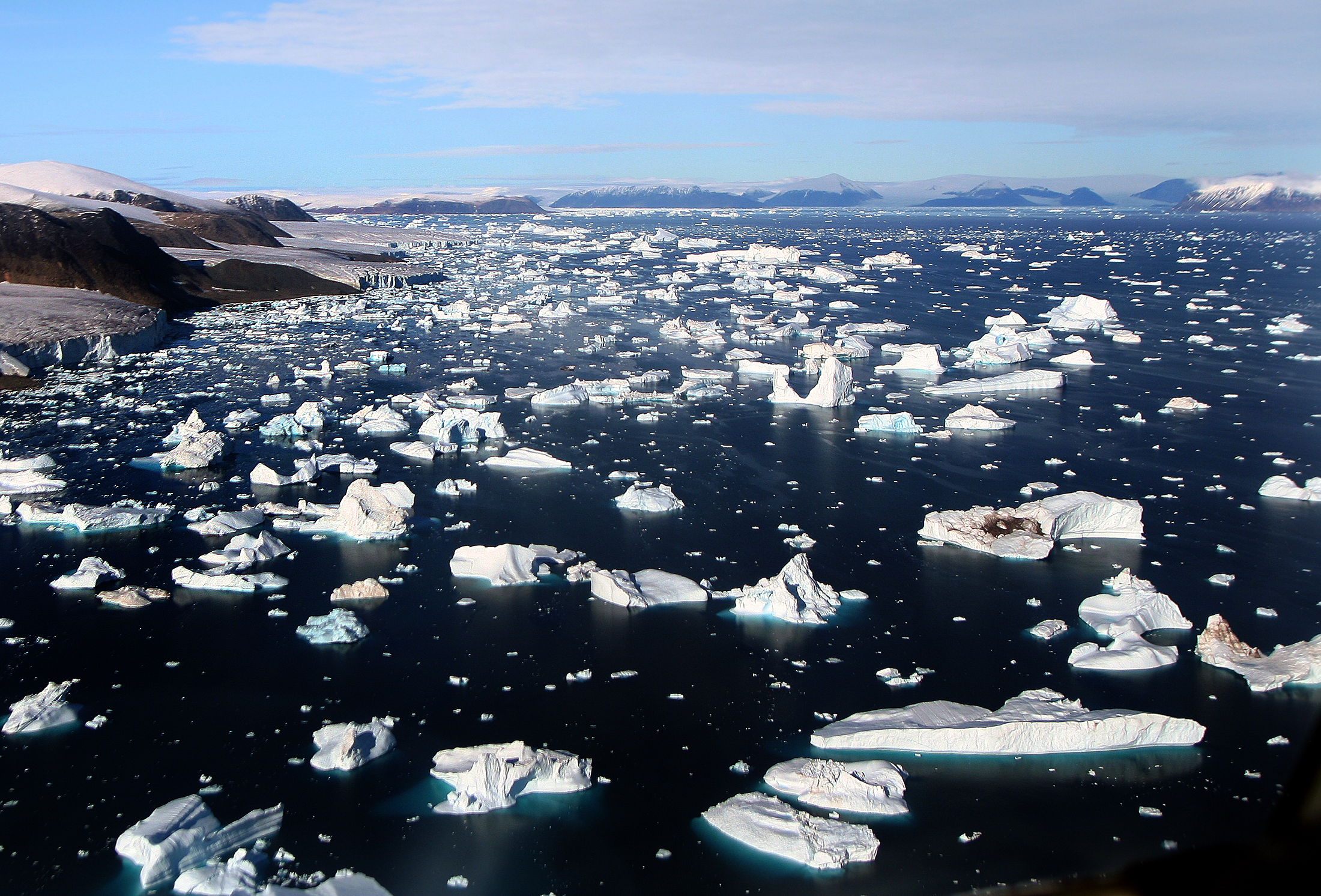
Bei Kap York (Grönland): Gletscher und Eisberge

Eisberge sind große, im Meer schwimmende Eismassen, die mehr als 15 Meter lang sind. Diese Stücke aus Süßwassereis sind von einem Gletscher oder einem Eisschelf abgebrochen und können frei in offenen (salzigen) Gewässern treiben. Kleinere treibende Eisstücke, die von Gletschern stammen, werden als „Gletscherstücke“ bezeichnet. Das Abbrechen vom Gletscher nennt man Kalben.
Aufgrund der geringeren Dichte von Eis im Vergleich zu Wasser treiben die Eisberge im Meer, ohne unterzugehen. Ein bedeutender Teil eines Eisbergs bleibt unter der Wasseroberfläche verborgen, was zur Entstehung der Redewendung „Spitze des Eisbergs“ führte. Eisberge gelten als ernsthafte Gefahr für die Schifffahrt: Nach dem Untergang der Titanic 1912 durch einen Eisberg wurde die Internationale Eispatrouille gegründet.
Die Größe und Form von Eisbergen variieren erheblich. Eisberge, die von Gletschern in Grönland abbrechen, sind oft unregelmäßig geformt, während die antarktischen Eisschelfe häufig große, flache (tischähnliche) Eisberge hervorbringen (Tafeleisberge). Der größte dokumentierte Eisberg der jüngeren Geschichte, genannt B-15, wurde im Jahr 2000 auf fast 300 mal 40 Kilometer geschätzt. Der größte je verzeichnete Eisberg war ein antarktischer Tafeleisberg von 335 mal 97 Kilometern, der am 12. November 1956 etwa 240 Kilometer westlich der Scott-Insel im Südpazifik von der USS Glacier gesichtet wurde. Dieser Eisberg hatte eine größere Fläche als Belgien.
„Tafeleisberge“ entstehen, wenn Gletscher an den Küsten weit ins Meer hinausragen und große Eisplatten auf dem Wasser treiben, die immer noch mit dem Gletscher verbunden sind. Diese Schelfeis-Platten können zwischen 200 und 1.000 Meter dick sein. Die größten Schelfeisflächen befinden sich in der Antarktis, entlang der Küsten von Grönland und Alaska. Wenn große Teile des Schelfeises abbrechen, treiben sie als Tafeleisberge in das Polarmeer hinaus.
Es gibt außerdem Eis, das aus Meerwasser gefriert, wie das sogenannte Packeis: Salzwasser gefriert zuerst zu Eisschollen, die dann zu einer zusammenhängenden Eisdecke zusammengeschoben werden.

## Entstehung und Herkunft
Die Eisberge im Nordatlantik stammen überwiegend aus Grönland, diejenigen in den südlichen Ozeanen dagegen meist aus der Antarktis.
Im Allgemeinen entstehen sie dadurch, dass große Stücke eines Gletschers oder des Schelfeises abbrechen; die Gletscher kalben. Eisberge bestehen aus Süßwasser mit Lufteinschlüssen. Sie können sich auch aus auftürmendem Packeis und Eisschollen bilden; sie enthalten dann geringe Mengen an Meersalz. Aufgrund der Dichteanomalie des Wassers ist dieses im festen Aggregatzustand weniger dicht als im flüssigen. Wegen der im Vergleich zum umgebenden Wasser doch nur wenig geringeren Dichte überragt nur etwa ein Siebtel seiner Masse die Wasseroberfläche.

## Arten und Eigenschaften

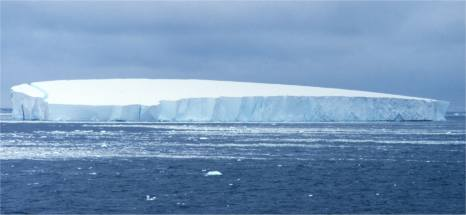
Tafeleisberg

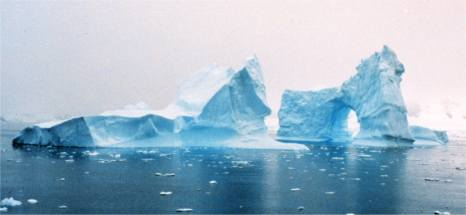
Eisberge mit Bogen

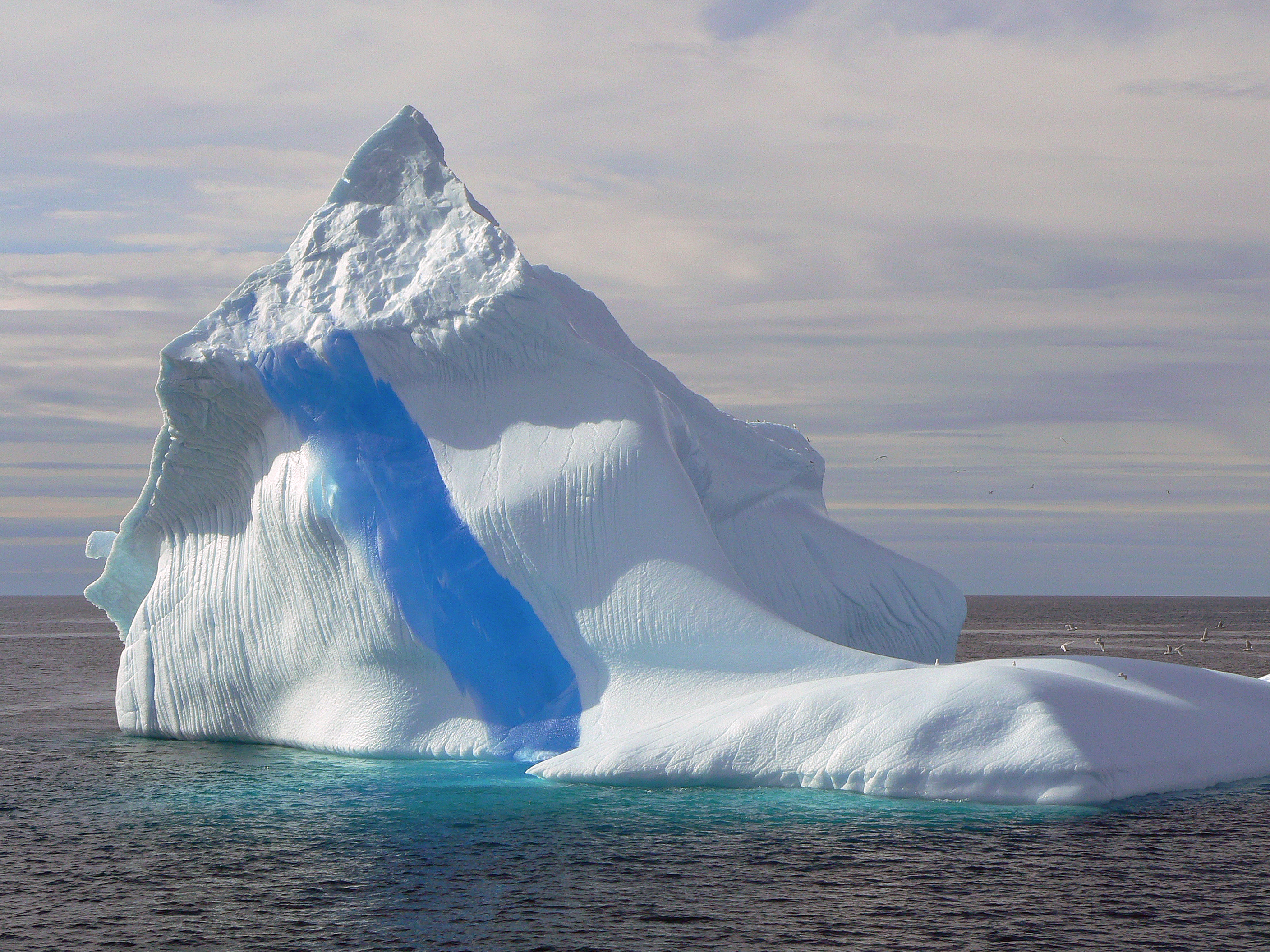
Eisberg mit blauem Streifen (Westküste Grönland)

Im Allgemeinen sind Eisberge weiß. Die weiße Farbe wird durch diffuse Reflexion  des Lichtes an der im Eis eingeschlossenen Luft hervorgerufen. Oft sind sie von blauen Adern mit klarem Eis durchzogen. Dieses Eis ist Schmelzwasser, das in Gletscherspalten eingedrungen ist und später wieder gefror. Gelegentlich treten auch sogenannte Grüne Eisberge auf. Dabei handelt es sich um umgekippte Eisberge, die an der Unterseite mit Algen bewachsen waren. Durch das grünliche organische Material kommt es zu einer entsprechenden Färbung.
Eisberge überdauern im Schnitt etwa drei Jahre, besonders große Exemplare auch bis zu 30 Jahre. Sie können eine Fläche von über 10.000 km² besitzen. Der derzeit größte dokumentierte Eisberg, ein antarktischer Tafeleisberg, ist im Jahr 1956 im südlichen Pazifik gesichtet worden und war zu Anfang 31.000 km² groß. Ein bekanntes Beispiel für einen riesigen Eisberg ist B-15 mit einer ursprünglichen Fläche von etwa 11.600 km². Dieser entstand 2000 im Ross-Schelfeis und zerbrach 2002 in mehrere Teile.
Ein Eisberg, der auf Grund läuft und dadurch über längere Zeit stationär ist, wird Eisinsel (englisch ice island) genannt. Dabei handelt es sich im Widerspruch zum Wortbestandteil nicht um eine Insel. Bekannte Beispiele sind Pobeda in der Antarktis oder die Eisinsel bei Ward Hunt Island im äußersten Norden Kanadas. Solche Eisinseln können über Jahre Bestand haben, bis der Eisberg so weit abgeschmolzen ist, dass er wieder freikommt und wegdriftet. Gelegentlich werden auch besonders große freischwimmende Eisberge als Eisinseln bezeichnet.

### Tafeleisberge
Eisberge, die aus Schelfeis entstehen, sind relativ eben und heißen deshalb Tafeleisberge. Sie bilden die größten Eisberge und sind typisch für die Antarktis. Die maximal gemessene Länge beträgt 300 km. Das Verhältnis zwischen Höhe und Tiefgang ist 1:7.

### Gipfeleisberge
Gipfeleisberge entstehen im Nordpolarmeer und haben ihren Ursprung in den Gletschern Grönlands. Sie können eine Höhe bis zu 215 m erreichen. Das Verhältnis zwischen Höhe und Tiefgang beträgt 1:5.

## Forschung

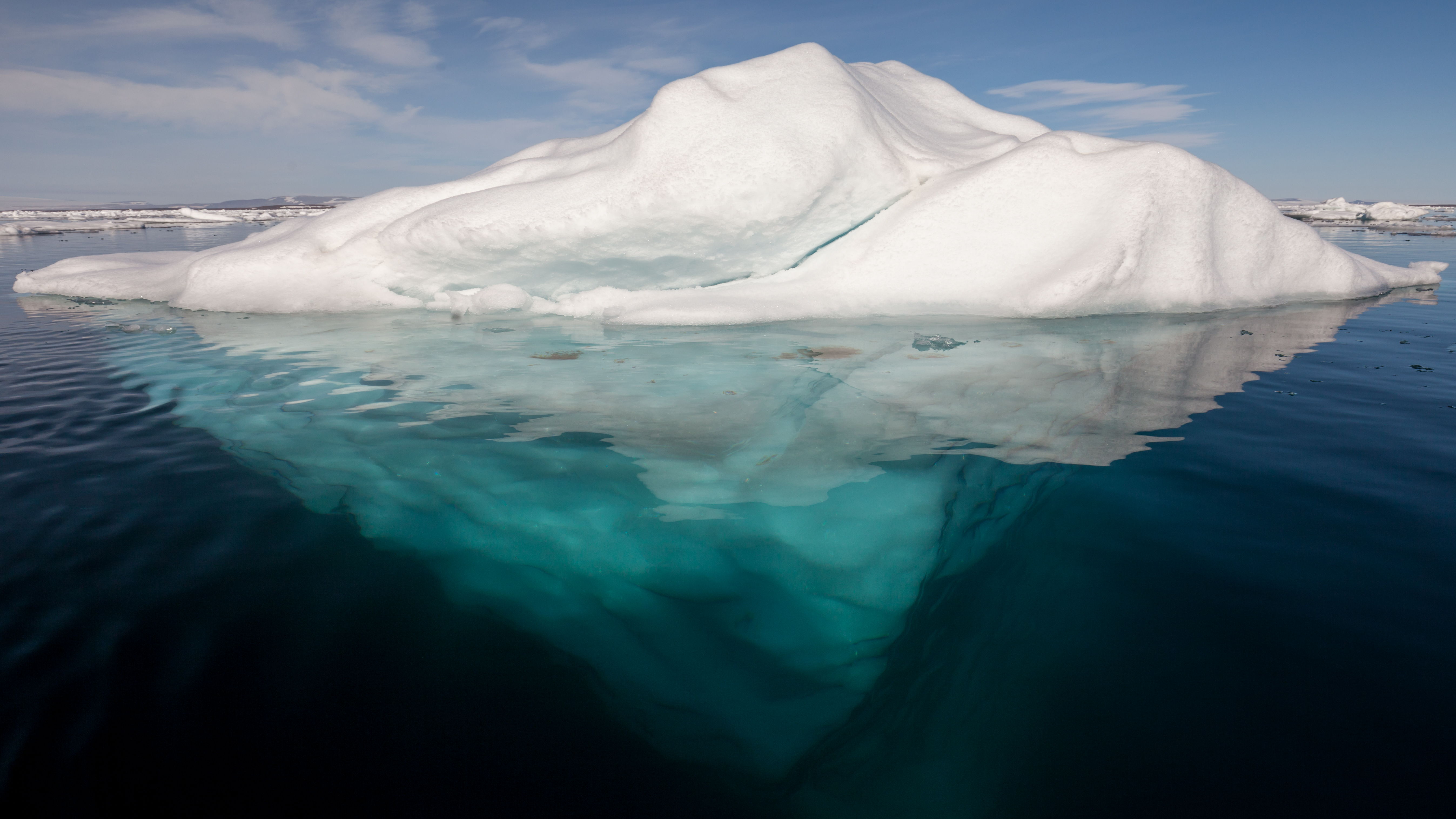
90 % befinden sich unter Wasser; manchmal mit langen Spornen

Der russische Dichter, Naturwissenschaftler und Universalgelehrte Michail Lomonossow erklärte ungefähr im Jahre 1750 Eisberge naturwissenschaftlich und erstmals korrekt: Da die Dichte des Eises 0,920 Kilogramm pro Liter beträgt (Meerwasser 1,025 Kilogramm/Liter), müssen sich 90 % des Volumens der Eisberge unter der Wasseroberfläche befinden. Die angegebenen Durchschnittswerte können in Abhängigkeit von Salzgehalt und Wassertemperatur geringfügig schwanken. Beim Eisberg kommt noch die Menge der Lufteinschlüsse als Variable hinzu. Lomonossow wuchs in Nordwestrussland am Weißen Meer auf und lernte dort früh die Grundlagen der Seefahrt, Navigation und Wetterkunde. Später studierte er in Marburg, was wahrscheinlich der Grund dafür ist, dass er das Wort Айсберг (transkribiert Aisberg) in der russischen Sprache prägte.

## Gefahren
Der größte Teil des Eisbergs liegt unter Wasser und ist somit für Schiffsführer unsichtbar – sichtbar ist nur die sprichwörtliche „Spitze des Eisbergs“. Der unter Wasser liegende Hauptteil („Kiel“) kann in horizontaler Richtung ausgedehnt sein, was zu Fehleinschätzungen führen kann. Darum müssen Schiffe einen deutlichen Sicherheitsabstand einhalten. Das bekannteste Schiffsunglück der Geschichte fand 1912 statt, als die Titanic im Nordatlantik mit einem Eisberg zusammenstieß. Jener Eisberg stammte aus Grönland.
Nach dem Untergang dieses Schiffes, bei dem 1500 Menschen umkamen, wurde eine International Ice Patrol eingeführt. Es handelt sich um einen Dienst der amerikanischen Küstenwache, der von anderen Staaten mitbezahlt wird. Die Eispatrouille beobachtet Eisberge, um die Schifffahrt im Nordatlantik sicherer zu machen. Diese Organisation vergibt auch die Namen für Eisberge, die größer als 10 Seemeilen (Durchmesser in einer beliebigen Richtung) sind. Der Name setzt sich zusammen aus einem Buchstaben für das Herkunftsgebiet und einer laufenden Nummer in zeitlicher Reihenfolge. Die Buchstaben kennzeichnen den Quadranten, in dem der Eisberg zuerst entdeckt wurde, wie folgt:
- A – 00° bis 090° westliche Länge (Bellingshausen-See, Weddell-Meer)
- B – 90° bis 180° westliche Länge (Amundsen-See, östliches Rossmeer)
- C – 90° bis 180° östliche Länge (westliches Rossmeer, Wilkesland)
- D – 00° bis 090° östliche Länge (Amery-Schelfeis, östliches Weddell-Meer)

Als mögliche Konsequenz der Globalen Erwärmung brechen Eisberge in größeren Mengen als früher von den Gletschern der Antarktis und auf Grönland vom Festland ab, wodurch der Meeresspiegel global ansteigt. Sie bilden damit die Eisberge vor den Küsten. Diese Eisberge erhöhen den Meeresspiegel. Die Eisberge der Arktis hingegen tragen beim Abschmelzen nicht zur Meeresspiegelerhöhung bei, da hier nur der Aggregatszustand sich von fest auf flüssig ändert und eine Volumenänderung entlang der Anomalienkurve des Wassers beim Schmelzen stattfindet.
Je nach Größe können Eisberge auch bis in subtropische Zonen vorkommen. Sie werden durch Satelliten und Flugzeuge überwacht. Eisberge können auch bis auf den Meeresboden reichen und bei ihrer Fortbewegung Pipelines und Unterwasserkomplettierungen zur Öl- und Gasförderung beschädigen. Deshalb werden solche Anlagen erforderlichenfalls eingegraben, um sie vor Eisbergen zu schützen.

## Tierwelt
Gletscher sind frei von Nährstoffen und bieten wenig Unterstützung für das Leben. Während Vögel und gelegentlich auch größere Tiere wie Eisbären Gletscher und Eisschollen besuchen können, sind nur wenige spezialisierte kleine Tiere in der Lage, tatsächlich auf diesen massiven Schnee- und Eisblöcken zu überleben. Zu diesen winzigen Bewohnern zählen Gletschermücken, Schneeflöhe, Rädertierchen und Eiswürmer. Diese Tiere sind oft Beute für größere Arten, die gelegentlich ihren Lebensraum auf den Gletschern aufsuchen. Zum Beispiel werden Eiswürmer von Vögeln gejagt.
Adeliepinguine sind auf diese Eisschollen angewiesen, um Nahrung zu suchen, zu wandern und sich auszuruhen. Diese Pinguine jagen auch Beutetiere wie Krill, die unter den Eisschollen leben. Die Pinguine haben erfolgreich ihre Gewohnheiten angepasst, um mit den sich ändernden Bedingungen zurechtzukommen.
Auch für arktische Robben sind Eisberge von Bedeutung. Sie bieten den Seehunden eine sichere Pause vom Wasser und Schutz vor Raubtieren. Eisberge werden auch als Geburtsstätten genutzt, wo Robben ihre Jungen zur Welt bringen. Dies gilt insbesondere für Weddelrobben, die vor der Küste der Antarktis leben und stark von den sich verändernden Meereismustern betroffen sind. Weil Eisbären Robben jagen, ist es nachvollziehbar, warum man sie manchmal auf Eisbergen sieht.